# Свети Петър (остров)
Вижте пояснителната страница за други значения на Свети Петър.
Остров Свети Петър е малък остров в българските териториални води на Черно море с площ от едва 15 декара. Надморската му височина е до 9 м. Намира се близо до остров Свети Иван и полуостров Столец (стария Созопол). Известен е и като „Островът на птиците“. От техните изпражнения е придобил типичния си бял цвят на скалите.
Предполага се, че поради природен катаклизъм се е отделил от остров Свети Иван, тъй като не се споменава в писмените извори до втората половина на XIX в. Археологическите изследвания се натъкват на следи от възрожденски параклис, както и на антична керамика.